# 咪達唑侖
咪达唑仑（INN：Midazolam，商品名为Versed）是一种苯二氮卓类药物，用于麻醉、程序性镇静、睡眠障碍和严重躁动。它通过诱导嗜睡，减少焦虑，并导致丧失创造新记忆的能力而发挥作用。该药物不会导致个人失去意识，只会使人镇静。它也有助于治疗长期（持续5分钟以上）癫痫发作。
咪达唑仑可以口服、静脉注射、肌肉注射、鼻腔喷洒或通过颊部给药。
静脉注射时，咪达唑仑通常在五分钟内开始起作用；肌肉注射时，可能需要十五分钟才能开始起作用。效果持续一到六个小时。
副作用可能包括呼吸困难、低血压和嗜睡。长期使用后可能出现耐受性和戒断综合征。矛盾反应尤其会发生在儿童和老年人身上，例如活动增加。有证据表明在怀孕期间使用会有风险，但没有证据表明在母乳喂养期间使用单剂量会有危害。它属于苯二氮卓类药物，通过增加大脑中GABA神经递质的活性发挥作用。
咪达唑仑于1974年获得专利，1982年开始用于医疗。它在世界卫生组织基本药物标准清单上。咪达唑仑是一种非专利药物。它在许多国家是一种管制药物。

## 医疗用途

### 癫痫发作
咪达唑仑有时用于长时间癫痫发作的急性处理。由于存在显著的耐受风险（使咪达唑仑和其他苯二氮卓类药物无效）和镇静剂的显著副作用，因此不建议长期用于癫痫的治疗。咪达唑仑的一个优点是，对于急性发作，包括癫痫持续状态，可以在儿童的脸颊或鼻子中给予咪达唑仑。
咪达唑仑对癫痫持续状态或无法静脉注射时有效，并且具有水溶性、起效快和不会引起丙二醇载体代谢性酸中毒（与其他苯二氮卓类药物发生代谢性酸中毒）的优点。
缺点包括超过50%的接受治疗者因咪达唑仑半衰期短而出现高度突破性癫痫发作，以及14-18%的难治性癫痫持续状态患者治疗失败。抗惊厥作用的耐受性发展迅速，可能需要将剂量增加几倍以维持抗惊厥治疗效果。长时间使用，可能会出现耐受性和快速耐受，消除半衰期可能会增加，长达数天。在紧急控制癫痫发作方面，口腔和鼻腔給藥的咪达唑仑可能比直肠给药的地西泮更容易给药，也更有效。

### 程序性镇静
静脉注射咪达唑仑适用于程序性镇静（通常与阿片类药物，如芬太尼）术前镇静、全身麻醉诱导和重症监护室通气患者的镇静。咪达唑仑在内窥镜检查过程中的记忆损伤方面优于地西泮，但异丙酚具有更快的恢复时间和更好的记忆损伤效果。由于其消除半衰期短，加上其水溶性和适合连续输注，它是重症监护病房中最常用的苯二氮卓類藥物。但对于长期镇静，劳拉西泮作用时间长，首选劳拉西泮，而异丙酚用于ICU镇静时优于咪达唑仑，具有撤机时间短、气管拔管早等优势。
咪达唑仑有时用于新生儿重症监护室。新生儿使用时需要格外小心；咪达唑仑的使用时间不应超过72小时，因为存在快速过敏的风险，并可能发展为苯二氮卓戒断综合征，以及導致神经系统并发症。由于心血管抑制和神经系统并发症的风险增加，应避免靜脈推注。咪达唑仑有时也用于接受机械通气的新生儿，但吗啡是更好的選擇，因为吗啡具有更好的安全性。
咪达唑仑镇静可用于缓解儿童接受牙科治疗的焦虑和控制行为。

### 烦躁
咪达唑仑与一种抗精神病药物联合使用，适用于与攻击性或失控行为相关的精神分裂症的急性治疗。

### 临终关怀
在临终关怀的最后阶段，咪达唑仑通常通过皮下注射以低剂量使用，以帮助缓解生命最后几个小时或几天的激动、不安或焦虑。本品為姑息性持续深度镇静治疗的一线药物，為了減輕無效醫療所帶來的痛苦，在臨終階段有時會對患者持續輸注大劑量咪达唑仑，讓病人持續處於麻醉的狀態。

## 给药
咪达唑仑的给药途径可以是口服、鼻内、口腔、静脉内和肌肉内注射。
| 围手术期使用 | 0.15 to 0.40 mg/kg IV |
| 术前用药     | 0.07 to 0.10 mg/kg IM |
| 静脉注射镇静 | 0.05 to 0.15 mg/kg IV |

## 禁忌症
如果将苯二氮卓类药物用于老年人、孕妇、儿童、酒精或其他药物依赖者或患有共病精神病的人，则需要特别小心。危重患者需要格外小心，因为可能会发生咪达唑仑及其活性代谢物的积累。肾脏或肝脏损伤可能会减慢咪达唑仑的代谢，从而延长和增强作用。禁忌症包括超敏反应、急性窄角型青光眼、休克、低血压或头部损伤。 大多数是相对禁忌症。

## 副作用

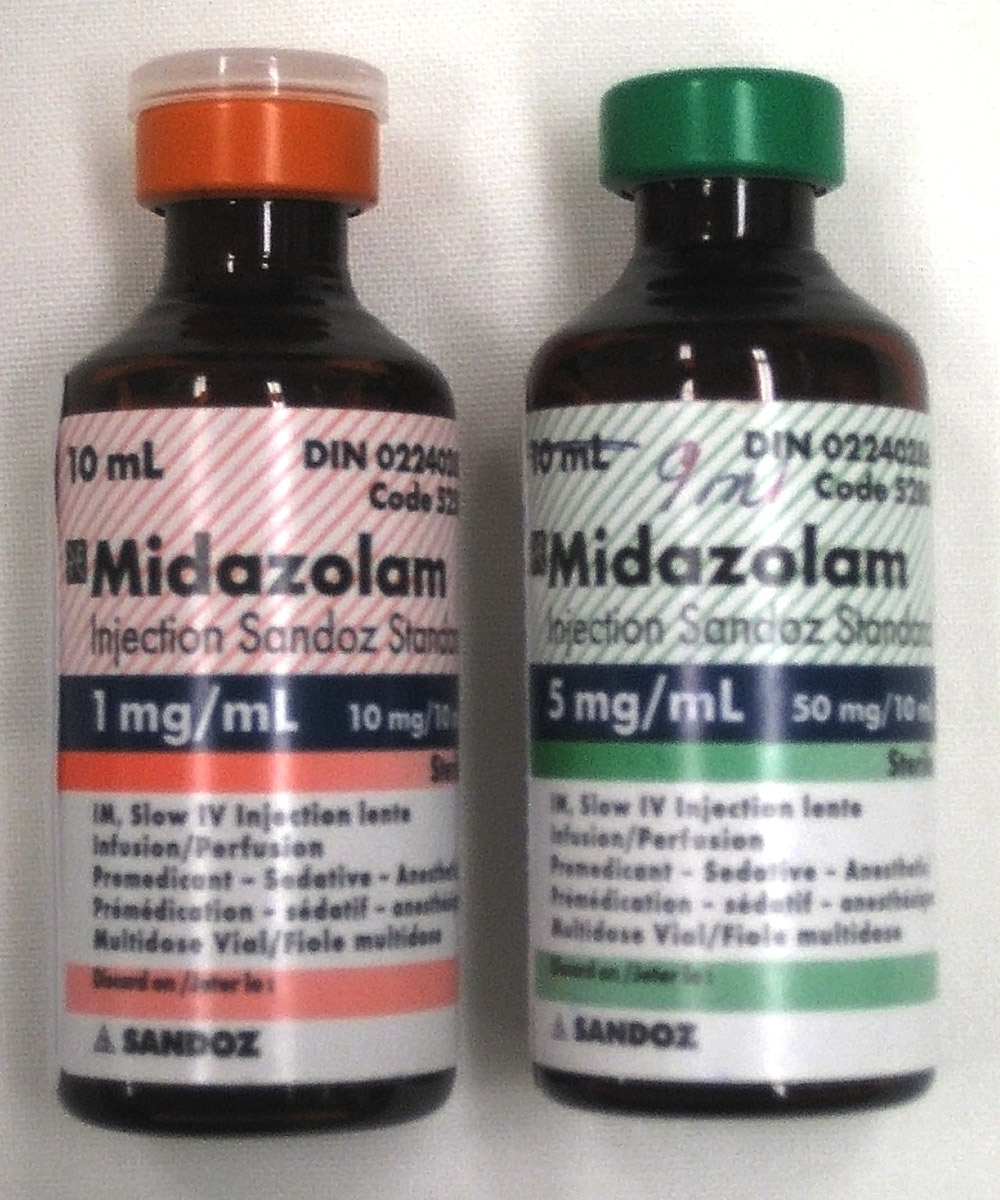
注射用咪達唑侖。两个标有咪达唑仑的10毫升瓶。左边红色标签写着1 mg/ml；右边绿色標簽写着5 mg/ml。

以下列出了咪达唑仑对老年人的副作用。由于咪达唑仑的副作用而经历健忘症的人通常不能自知记忆力受损，除非他们以前知道这是一种副作用。
长期使用苯二氮卓类药物与长期记忆障碍有关，并且在停止苯二氮卓类药物六个月后仅显示部分恢复。尚不清楚在较长时间的禁藥后是否会完全恢复。苯二氮卓类药物会导致或加重抑郁症。苯二氮卓类药物偶尔会出现矛盾的兴奋，包括癫痫发作的恶化。儿童和老年人或有过度饮酒史的人以及有攻击性行为或愤怒史的人发生反常效应的风险增加。反常反应尤其与静脉给药有关。夜间服用咪达唑仑后，残留的“宿醉”影响，如嗜睡、精神运动和认知功能受损，可能会持续到第二天。 这可能会损害用户安全驾驶的能力，并可能增加跌倒和髋部骨折的风险。由于系统性血管阻力降低和心率增加，可能会出现镇静、呼吸抑制和低血压。如果静脉注射咪达唑仑过快，可能会出现低血压。 “咪达唑仑输注综合征”可能由高剂量引起，其特征是停用咪达唑仑后几小时至几天的唤醒延迟，并可能导致所需的通气支持时间增加。
在罕见的易感个体中，已知咪达唑仑会引起反常反应，这是苯二氮卓类药物的一种有据可查的并发症。当这种情况发生时，个体可能会经历焦虑、不自主运动、攻击性或暴力行为、无法控制的哭泣或言语以及其他类似的影响。这似乎与药物产生的意识状态改变或去抑制有关。由于药物产生健忘症的特性，患者通常不会回忆起自相矛盾的行为。在极端情况下，氟马西尼可用于抑制或逆转咪达唑仑的作用。抗精神病药物，例如氟哌啶醇，也已用于此目的。
已知咪达唑仑会导致呼吸抑制。在健康人中，0.15 mg/kg 咪达唑仑可能导致呼吸抑制，这被认为是中枢神经系统（CNS）效应。当咪达唑仑与芬太尼联合使用时，低氧血症或呼吸暂停的发生率变得更高。
虽然以正常剂量单独使用咪达唑仑时呼吸抑制/骤停的发生率较低（0.1-0.5%），但与中枢神经系统作用药物（主要是镇痛阿片类药物）同时使用可能会增加低血压、呼吸抑制、呼吸停止和死亡的可能性，即使在治疗剂量下也是如此。在随后需要接受苯二氮卓类拮抗剂氟马西尼的咪达唑仑使用者中，观察到涉及至少一种CNS抑制剂的潜在药物相互作用。因此，旨在监测药物相互作用和预防咪达唑仑给药损伤的努力预计将对这种药物的安全使用产生重大影响。

### 怀孕和哺乳
在妊娠晚期服用咪达唑仑可能对新生儿造成风险，包括苯二氮卓戒断综合征，可能出现的症状包括肌张力减退、呼吸暂停、发绀和对冷应激的代谢反应受损。据报道，张力减退和新生儿苯二氮卓戒断综合征的症状会在出生后数小时至数月内持续存在。其他新生儿戒断症状包括过度兴奋、震颤和胃肠道不适（腹泻或呕吐）。不建议使用咪达唑仑的母亲进行母乳喂养。

### 老年
老年人需要格外小心，因为他们对苯二氮卓类药物的药理作用更敏感，代谢更慢，更容易出现不良反应，包括嗜睡、健忘症（尤其是顺行性遗忘症）、共济失调、宿醉效应、精神错乱和跌倒。

### 耐受、依赖和戒断
在接受苯二氮卓类药物治疗超过4周的个体中，约有三分之一发生苯二氮卓类药物依赖，当剂量减少过快时，这通常会导致耐受和苯二氮卓戒断综合征。咪达唑仑输注可能会在几天内引起耐受和戒断综合征。 依赖性的危险因素包括依赖性人格、使用短效苯二氮卓类药物、高效能和长期使用苯二氮卓类药物。咪达唑仑的戒断症状可以从失眠和焦虑到癫痫发作和精神病。 戒断症状有时可能类似于一个人的潜在状况。定期使用咪达唑仑后逐渐减量可以最大限度地减少戒断和反弹效应。 耐受性和由此产生的戒断综合征可能是由于受体下调和GABAA受体基因表达的改变，这导致GABA能神经元系统功能的长期变化。
由于对苯二氮卓类药物的耐受性，长期服用咪达唑仑的苯二氮卓类药物使用者会降低咪达唑仑的治疗效果。长期输注咪达唑仑会导致产生耐受性； 如果给予咪达唑仑几天或更长时间，可能会出现戒断综合征。 因此，预防戒断综合征需要逐渐停止长时间输注，有时还需要持续减少口服长效苯二氮卓类药物（如氯氮䓬二钾）的剂量。 当重症监护室镇静期间出现咪达唑仑耐受迹象时，建议添加阿片类药物或丙泊酚。戒断症状可能包括易怒、反射异常、震颤、阵挛、高渗、谵妄和癫痫发作、恶心、呕吐、腹泻、心动过速、高血压和呼吸急促。对于有严重依赖的患者，突然停药可能会导致癫痫重积状态等戒断症状。

### 过量
咪达唑仑过量被认为是医疗紧急情况，通常需要医务人员立即关注。在适当的医疗支持下，健康个体的苯二氮卓类药物过量很少会危及生命； 然而，当苯二氮卓类药物与其他中枢神经系统抑制剂如酒精、阿片类药物或三环类抗抑郁药合用时，它们的毒性会增加。苯二氮卓类药物过量的毒性和死亡风险在老年人和患有慢性阻塞性肺病的人或静脉内使用时也会增加。治疗是支持性的； 过量服用后一小时内可使用活性炭。 过量使用咪达唑仑（或任何其他苯二氮卓类药物）的解毒剂是氟马西尼。虽然有效逆转苯二氮卓类药物的作用，但在大多数情况下不使用它，因为它可能引发混合过量和苯二氮卓类药物依赖个体的癫痫发作。
咪达唑仑过量的症状可能包括：

| - 共济失调 - 构音障碍 - 眼球震颤 - 言语不清 - 昏睡（难以保持清醒） - 精神错乱 - 低血压 - 呼吸骤停 - 血管舒缩性塌陷 | - 运动功能受损 - 反射受损 - 协调性受损 - 平衡受损 - 头晕 - 昏迷 - 死亡 |

### 体液检测
可以在血浆、血清或全血中测量咪达唑仑或其主要代谢物 1-羟基咪达唑仑葡糖苷酸的浓度，以监测接受药物治疗的患者的安全性，确认住院患者中毒的诊断，或协助对致命过量病例进行法医调查。

## 相互作用
蛋白酶抑制剂奈法唑酮、舍曲林、葡萄柚、氟西汀、红霉素、地尔硫卓、克拉霉素抑制咪达唑仑的代谢，导致作用延长。圣约翰草、利福喷丁、利福平、利福布丁、苯妥英促进咪达唑仑的代谢，导致作用减弱。苯巴比妥、苯妥英和卡马西平镇静抗抑郁药、抗癫痫药、镇静抗组胺药、阿片类药物、抗精神病药和酒精可增强咪达唑仑的镇静作用。咪达唑仑几乎完全被细胞色素P450-3A4代谢。阿托伐他汀与咪达唑仑一起给药导致咪达唑仑的消除率降低。圣约翰草可降低咪达唑仑的血药浓度。葡萄柚汁可减少肠道 3A4 并导致新陈代谢减少和血浆浓度升高。

## 药理学
咪达唑仑是一种用于成人的短效苯二氮卓类药物，消除半衰期为 1.5-2.5 小时。在老年人以及幼儿和青少年中，消除半衰期较长。咪达唑仑代谢成活性代谢物 α1-羟基咪达唑仑。 年龄相关的缺陷、肾脏和肝脏状况影响咪达唑仑及其活性代谢物的药代动力学因素。然而，咪达唑仑的活性代谢物很小，仅占咪达唑仑生物活性的 10%。 咪达唑仑口服吸收不良，只有 50% 的药物进入血液。咪达唑仑由细胞色素P450（CYP）酶和葡糖苷酸结合代谢。咪达唑仑的治疗和副作用是由于它对GABAA受体的影响；咪达唑仑不直接激活GABAA受体，但与其他苯二氮卓类药物一样，它增强神经递质GABA对GABAA受体的作用（↑Cl-通道打开的频率），从而导致神经抑制。几乎所有的特性都可以通过苯二氮卓类药物对GABAA受体的作用来解释。这导致产生以下药理学特性：镇静、诱导睡眠、减少焦虑、顺行性遗忘、肌肉松弛和抗惊厥作用。

## 历史
咪达唑仑是目前医学上使用的大约35种苯二氮卓类药物之一，由美国罗氏公司的Walser和Fryer于1975年合成。由于其水溶性，发现它比同类药物不太可能引起血栓性静脉炎。咪达唑仑的抗惊厥特性在1970年代后期进行了研究，但直到1990年代它才成为惊厥性癫痫重积状态的有效治疗方法。截至2010年，它是麻醉药物中最常用的苯二氮卓类药物。在急性医学中，咪达唑仑比其他苯二氮卓类药物（如劳拉西泮和地西泮）更受欢迎，因为它的持续时间更短，更有效，并且在注射部位引起的疼痛更小。由于其水溶性，咪达唑仑在兽药中也越来越受欢迎。2018 年，据透露，中央情报局考虑在“药物”项目中使用咪达唑仑作为恐怖嫌疑人的“真相血清”。

## 社会与文化

### 费用
咪达唑仑可作为通用药物使用。

### 可用性
咪达唑仑在美国以糖浆或注射溶液的形式提供。
罗氏以多美康（Dormicum）为商品名销售咪达唑仑，白色椭圆形，7.5毫克片剂，每盒两片或三片泡罩条，每盒10片；蓝色椭圆形，15毫克片剂，每盒两片泡罩片，每片10片。药片一侧印有“Roche”字样，另一侧印有药片剂量。Dormicum也有1-、3-和10-ml安瓿瓶，浓度为5 mg/ml。另一家制造商 Novell Pharmaceutical Laboratories 以 Miloz 的形式提供3和5毫升安瓿瓶。咪达唑仑是唯一可用的水溶性苯二氮卓类药物。另一家制造商是 Roxane Laboratories。 口服溶液中的产品，盐酸咪达唑仑糖浆，2 mg/ml 澄清，红色至紫红色糖浆，樱桃味。当可注射溶液缓冲至2.9－3.7的pH值时，它变得可溶。 咪达唑仑也有液体形式。它可以肌肉内、静脉内、鞘内、鼻内、口腔或口服给药。

### 法律地位
在荷兰，咪达唑仑是鸦片法第二类药物。 咪达唑仑是《精神药物公约》下的附表 IV 药物。在英国，咪达唑仑是附表 3/C 类管制药物。在美国，咪达唑仑（DEA 编号 2884）作为非麻醉剂被列入受控物质法案的附表 IV 清单。在中国大陆，根据《国家药监局 公安部 国家卫生健康委关于调整精神药品目录的公告（2024年第54号）》将咪达唑仑原料药和注射剂由第二类精神药品调整为第一类精神药品，其它咪达唑仑单方制剂仍为第二类精神药品。

### 上市许可
2011年，欧洲药品管理局（EMA）授予咪达唑仑口腔应用表的上市许可，以Buccolam品牌销售。Buccolam最初被批准用于治疗3个月至18岁以下人群的长期、急性、惊厥性癫痫发作。这是儿科使用上市许可的首次申请。

### 在处决中使用

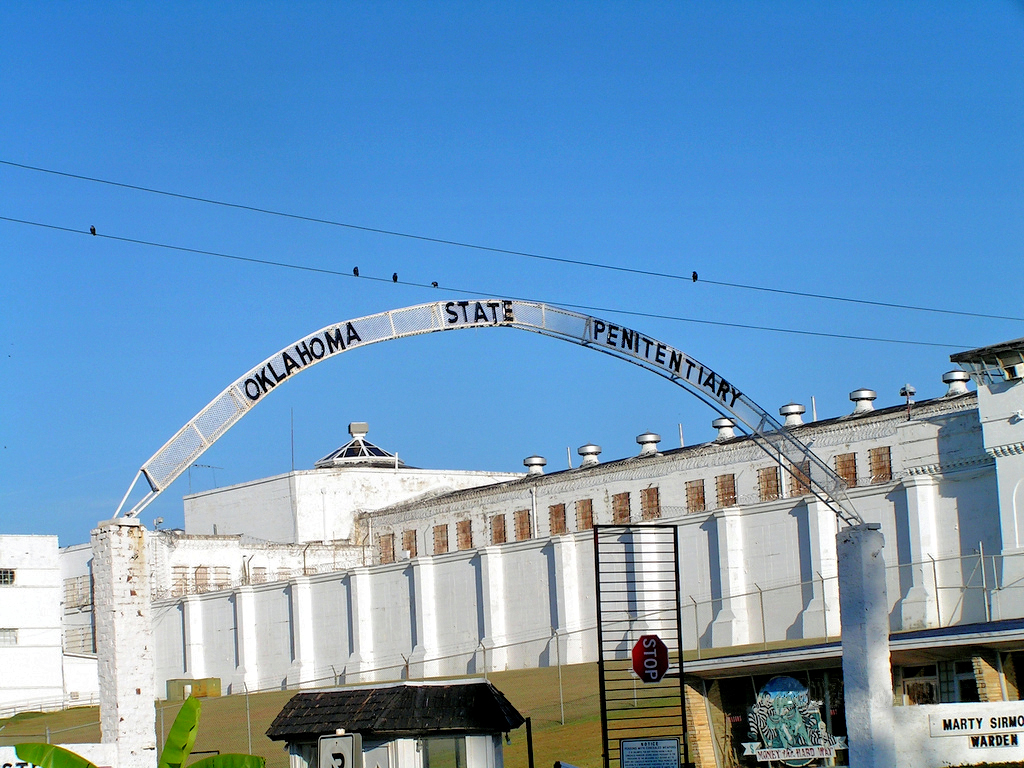
俄克拉荷马州监狱，俄克拉荷马州执行室的所在地

该药物已在美国某些司法管辖区与其他药物联合用于注射死刑。在戊巴比妥的制造商不允许将该药物用于处决后，它被引入以替代戊巴比妥。咪达唑仑起到镇静剂的作用，但不能使被判刑的囚犯失去知觉，此时给予维库溴铵和氯化钾，分别停止囚犯的呼吸和心脏。由于被判处死刑的囚犯不是昏迷的，而只是镇静，使用后两种药物会使即将死去的囚犯极度痛苦和恐慌。
在佛罗里达州和俄克拉荷马州的监狱中，咪达唑仑已被用作三药鸡尾酒的一部分，与维库溴铵和氯化钾一起使用。在俄亥俄州和亚利桑那州的两种药物方案中，咪达唑仑也与氢吗啡酮一起使用。
在死刑犯Clayton Lockett明显恢复意识并在2014年处决中途开始讲话后，在处决中使用咪达唑仑引起了争议，当时俄克拉荷马州试图用未经测试的三种药物致命注射剂组合处决他，包括100毫克咪达唑仑。据报道，在处决开始40分钟后，Clayton Lockett被宣布死于心脏停止之前，监狱官员曾讨论过将他送往医院。一位观察医生说洛克特的静脉已经破裂。目前尚不清楚他的死亡是由一种或多种药物造成的，还是由给药程序中的问题引起的，也不清楚在取消处决之前，有多少维库溴铵和氯化钾释放到他的系统中。

### 法律挑战
在格羅斯普訴格羅斯一案中，俄克拉荷马州三名囚犯的律师辩称，咪达唑仑无法达到手术所需的无意识水平，这意味着可能会出现剧烈疼痛和痛苦。他们认为咪达唑仑是一种残忍和不寻常的惩罚，因此违反了美国宪法第八修正案。2015年6月，美国最高法院裁定，与已知的可用替代品相比，他们未能证明咪达唑仑是残忍和不寻常的。
内华达州在执行程序中使用咪达唑仑。2018年7月，其中一家制造商指控州政府官员以借口获取药物。这一事件是制药公司第一次成功地停止了处决，虽然是暂时的。之前在2017年试图阻止另一家制药商在亚利桑那州执行死刑的尝试没有成功。